# Фифт Хармъни
Фифт Хармъни (на английски: Fifth Harmony, в превод Петата хармония), е американска момичешка музикална група, сформирана във втория сезон на The X Factor, САЩ през 2012 г., където групата завършва на трето място. Състои се от петима членове – Али Брук, Нормани Кордей, Дайна Джейн Хенсън, Лорън Хореги и Камила Кабейо, която напуска групата на 18 декември 2016 г. През май 2018 г. групата прекъсва дейността си, след като членовете решават да се занимават със солови проекти. Групата има договор с лейбъла на Саймън Коуел, който е и техен ментор по време на шоуто.
Имат издадени едно EP – Better Together и 3 студийни албуми Reflection, 7/27 и Fifth Harmony.

## Членове

### Али Брук
Алисън Брук Ернандес е родена на 7 юли 1993 г. (26 години). Тя има мексикански корени. Майка ѝ се казва Патриша и Джери Ернандес. Али Брук се е явила на участие в The X Factor в Остин, Тексас. Изпяла е „On My Knees“ на Jaci Velasquez.
Освен работата ѝ в групата, тя има издадена песен с американското DJ-дуо Lost Kings и американския рапър ASAP Ferg, която носи името „Look At Us Now“.

### Нормани Кордей
Нормани Кордей Хамилтън е родена в Атланта, Джорджия на 31 май 1996 г. (24 години). Прекарала е ранните си години в Ню Орлиънс, след което семейството ѝ се мести в Хюстън, Тексас, след урагана Катрина през 2005 г. Нормани Кордей е записала първия си сингъл на 13-годишна възраст.
На 1 март 2017 г. става ясно, че тя ще бъде една от състезателките в 24-тия сезон на Dancing With The Stars. Нейният партньор е професионалният танцьор Валентин Шмерковски. Двойката завърши на 3-то място.

### Лорън Хореги
Лорън Мишел Хореги Моргадо е родена на 27 юни 1996 г. (24 години) в Маями, Флорида. Тя е кубино-американка. На 16-годишна възраст, Лорън Хореги се явява на участие в The X Factor.
Лорън Хореги споделя, че е бисексуална в отворено писмо към гласуващите за Доналд Тръмп. Писмото е публикувано в списание Billboard на 18 ноември 2016 г.
На 9 декември 2016 г. излиза колаборацията на Лорън и американското електро-поп дуо Marian Hill, която носи името Back To Me. През май 2017 г., тя е включена във втория студиен албум на Halsey с песента Strangers. Лорън печели наградата „Знаменитост на годината“ на Британските ЛГБТ награди.

### Дайна Джейн
Дайна Джейн Хенсън е родена на 22 юни 1997 г. (23 години) и израснала в Санта Ана, Калифорния. Тя е от полинезийски и тонгански произход.
По време на финалния кръг на тренировъчните лагери, Дайна изпълнява „Stronger (What Doesn't Kill You)“ на Кели Кларксън с друг участник и забравя част от песента. Елиминирана е, след което е върната и групата се сформира.
През 2015 г., Хенсън се явява на прослушване за главната роля на тогавашния предстоящ филм „Смелата Ваяна“, но ролята отива при Аули'и Кравальо.

### Камила Кабейо
Карла Камила Кабейо Естрабао е родена на 3 март 1997 г. (23 години) в Хавана, Куба. Живяла е в Хавана и Мексико до петгодишна възраст, след което се мести в САЩ. Кабейо се явява на прослушване в Северна Каролина.
През ноември 2015 г. излиза дуетът ѝ с канадския поп изпълнител Шон Мендес, носещ името „I Know What You Did Last Summer“. През октомври излиза колаборацията на Кабейо и американския рапър Машин Гън Кели, която е озаглавена „Bad Things“.
На 18 декември 2016 г., Фифт Хармъни съобщават, че Кабейо напуска групата.

## Галерия
- Фифт Хармъни през август 2013.
- Фифт Хармъни през 2015.
- Фифт Хармъни през 2017.

## Дискография

### Студийни албуми
- „Reflection“ (2015)
- „7/27“ (2016)
- „Fifth Harmony“ (2017)

### EP албуми
- „Better Together“ (2013)

### Сингли
- „Miss Movin' On“ (2013)
- „Boss“ (2014)
- „Sledgehammer“ (2014)
- „Worth It“ (2015)
- „Work From Home“ (2016)
- „All in My Head (Flex)“ (2016)
- „That's My Girl“ (2016)
- „Down“ (2017)
- „He Like That“ (2017)
- „Por Favor“ (2017)

### Промоционални сингли
- „Me & My Girls“ (2013)
- „The Life“ (2016)
- „Write On Me“ (2016)
- „Angel“ (2017)

## Турнета

### Самостоятелни
- „Harmonize America Tour“ (2013)
- „Fifth Harmony Theatre Tour“ (2013)
- „Worst Kept Secret Tour“ (2014)
- „Fifth Times a Charm Tour “ (2014)
- „The Reflection Tour“ (2015 – 16)
- „The 7/27 Tour“ (2016 – 17)
- „PSA Tour“ (2017 – 18)

### Подгряващи
- Шер Лойд – „I Wish Tour“ (2013)
- Деми Ловато – „The Neon Lights Tour“ (2014)
- Остин Махоун – „Live on Tour“ (2014)